# Comeback Kid
Comeback Kid, conhecida também pela sua abreviação CBK, é uma banda de hardcore punk de Winnipeg, Canadá.  A banda foi formada em 2002 por Andrew Neufeld e Jeremy Hiebert que eram ambos membros da banda Figure Four, que está atualmente inativa. Eles se juntaram a seus amigos Scott Wade e Kyle Profetta. O nome da banda vem de uma manchete de jornal sobre um jogador de hóquei, Mario Lemieux, na época de seu retorno à NHL.